# Habenaria falciloba
Habenaria falciloba är en orkidéart som beskrevs av Victor Samuel Summerhayes. Habenaria falciloba ingår i släktet Habenaria och familjen orkidéer. Inga underarter finns listade i Catalogue of Life.